# Oobi
Oobi est une série télévisée américaine en 100 épisodes (52 épisodes de 13 minutes et 48 courts métrages de 1–2 minutes). Elle a été produite par Nickelodeon. Aux États-Unis, elle est diffusée du 2000 au 2005 sur Nickelodeon et Noggin. En France, elle est diffusée en 2009 sur Nickelodeon Junior.
Le créateur de la série, Josh Selig, a également créé la série d'animation Les Wonder Choux. Le 19 juin 2010, Oobi a été présenté dans le cadre de l'événement Fête de la musique de Nickelodeon.

## Synopsis
Oobi, Uma, Kajour (renommé Kakou dans la deuxième saison) et Grampou sont représentés par des marionnettes faites avec des mains. Ils découvrent ensemble tout ce qui compose le quotidien d'une famille.

## Personnages
- Oobi : Tim Lagasse (Mathias Kozlowski)
- Uma : Stephanie D'Abruzzo (Laura Préjean)
- Kajour / Kakou : Noel MacNeal (Sébastien Desjours)
- Grampou : Tyler Bunch (Philippe Ogouz)
- Inka : Stephanie D'Abruzzo (Céline Monsarrat)
- Angus : Matt Vogel (Hervé Rey)
- M. Johnson : Jennifer Barnhart (Ginette Pigeon)
- Mamou : Frankie Cordero (Déborah Perret)
- Papu : Frankie Cordero (Jean-Claude Donda)
- Maestru : James Godwin (Jean-Philippe Puymartin)
- Frieda : Cheryl Baylock (Barbara Tissier)
- Moppie : Heather Asch (Camille Donda)
- Bella : Lisa Buckley (Francine Lainé)
- Randy : Kevin Clash (Damien Boisseau)
- Frankie : Noel MacNeal (Thierry Wermuth)
- Dr Rose : Lisa Buckley (Amélie Morin)
- Chauncey : Noel MacNeal (Alexandre Gillet)
- Barber : Noel MacNeal (Pierre Hatet)
- Cliff : Noel MacNeal (Pierre-François Pistorio)
- Musician : Noel MacNeal (Renaud Marx)
- Ray : Matt Vogel (Adrien Solis)
- Mimi : Jennifer Barnhart (Sauvane Delanoë)
- Sophie : Heather Asch (Chantal Macé)
- Businessperson : Jennifer Barnhart (Barbara Beretta)
- Paula : Jennifer Barnhart (Marie-Laure Beneston)
- Nick : James Godwin (Patrick Borg)
- Tulla : Noel MacNeal (Érik Colin)
- Fred : Noel MacNeal (Guillaume Orsat)
- Taro : Tim Lagasse (Xavier Fagnon)

## Épisodes
| Saison | Saison | Épisodes | États-Unis       | États-Unis      |
| Saison | Saison | Épisodes | Début de saison  | Fin de saison   |
| ------ | ------ | -------- | ---------------- | --------------- |
|        | 1      | 48       | 2000             | 2002            |
|        | 2      | 26       | 7 avril 2003     | 2004            |
|        | 3      | 26       | 6 septembre 2004 | 11 février 2005 |